# Chowan
Le fleuve Chowan (anglais : Chowan River) est un fleuve de l'est des États-Unis long de 80 kilomètres qui se jette dans la baie d'Albemarle, un grand estuaire se jetant dans l'océan Atlantique.

## Parcours
Le fleuve débute au confluent entre les rivières Blackwater et Nottoway près de la frontière entre la Virginie et la Caroline du Nord. Il circule ensuite au cœur d'une étendue marécageuse en direction du sud-sud-est avant de se jeter dans la baie d'Albemarle. À son embouchure le fleuve est large de 3,21 kilomètres.

## Principaux affluents
- Blackwater
- Nottoway
- Meherrin